# Eancé
Eancé (bretonisch: Aentieg) ist eine französische Gemeinde mit 430 Einwohnern (1. Januar 2022) im Département Ille-et-Vilaine in der Region Bretagne. Sie gehört zum Arrondissement Fougères-Vitré und zum Gemeindeverband Roche aux Fées Communauté. Die Bewohner werden Eancéens und Eancéennes genannt.

## Geografie
Die  Gemeinde Eancé liegt etwa 50 Kilometer südöstlich von Rennes im äußersten Osten der Bretagne an der Grenze zur Region Pays de la Loire. Durch das 16,5 km² umfassende waldlose und landwirtschaftlich intensiv genutzte Gemeindegebiet fließt der Semnon, ein linker Nebenfluss der Vilaine.
Nachbargemeinden von Eancé sind Chelun im Norden, La Rouaudière und Senonnes (beide im Département Mayenne) im Osten, Pouancé (Département Maine-et-Loire) im Südosten, Martigné-Ferchaud im Süden und Westen sowie Forges-la-Forêt im Nordwesten.
Neben dem Kernort Eancé gehören zur Gemeinde zahlreiche Dörfer und Weiler. Die wichtigsten sind:
- La Bourgonnière
- La Hamonnais
- La Voitonnais
- La Guérivais
- La Thioulais
- Bodin
- Le Sauzay
- La Radumerie
- Vaulvert
- La Brillardière
- Le Mottay
- Le Bois Derré
- La Baumerie
- La Poissonnière
- La Roussière
- Le Plein Bois

## Bevölkerungsentwicklung
| Jahr      | 1962 | 1968 | 1975 | 1982 | 1990 | 1999 | 2010 | 2021 |
| Einwohner | 634  | 568  | 466  | 387  | 336  | 338  | 400  | 428  |

Im Jahr 1821 wurde mit 1218 Bewohnern die bisher höchste Einwohnerzahl ermittelt. Die Zahlen basieren auf den Daten von cassini.ehess und INSEE.

## Sehenswürdigkeiten
- Pfarrkirche St. Martin aus dem 19. Jahrhundert[3]

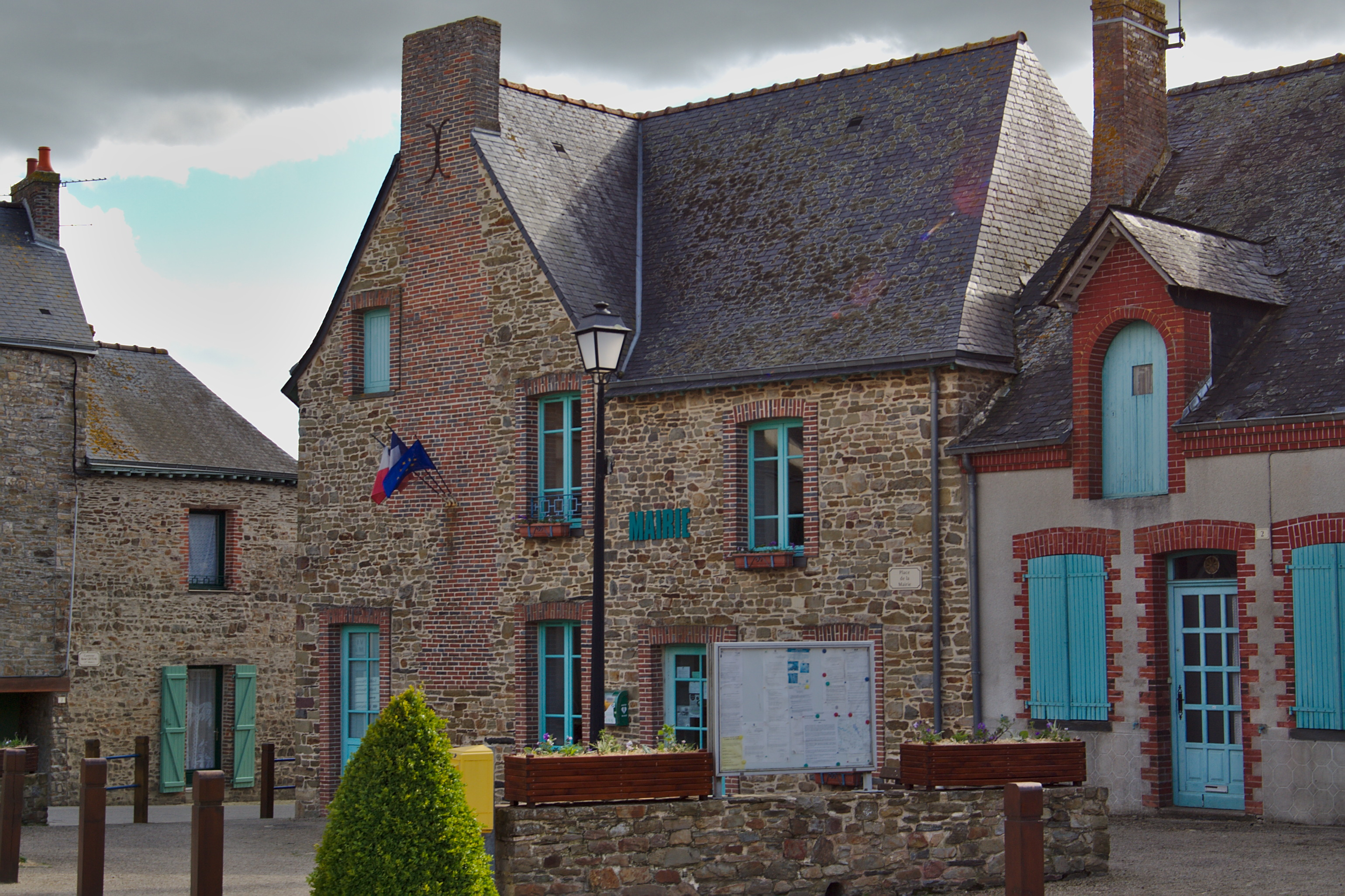
Bürgermeisteramt
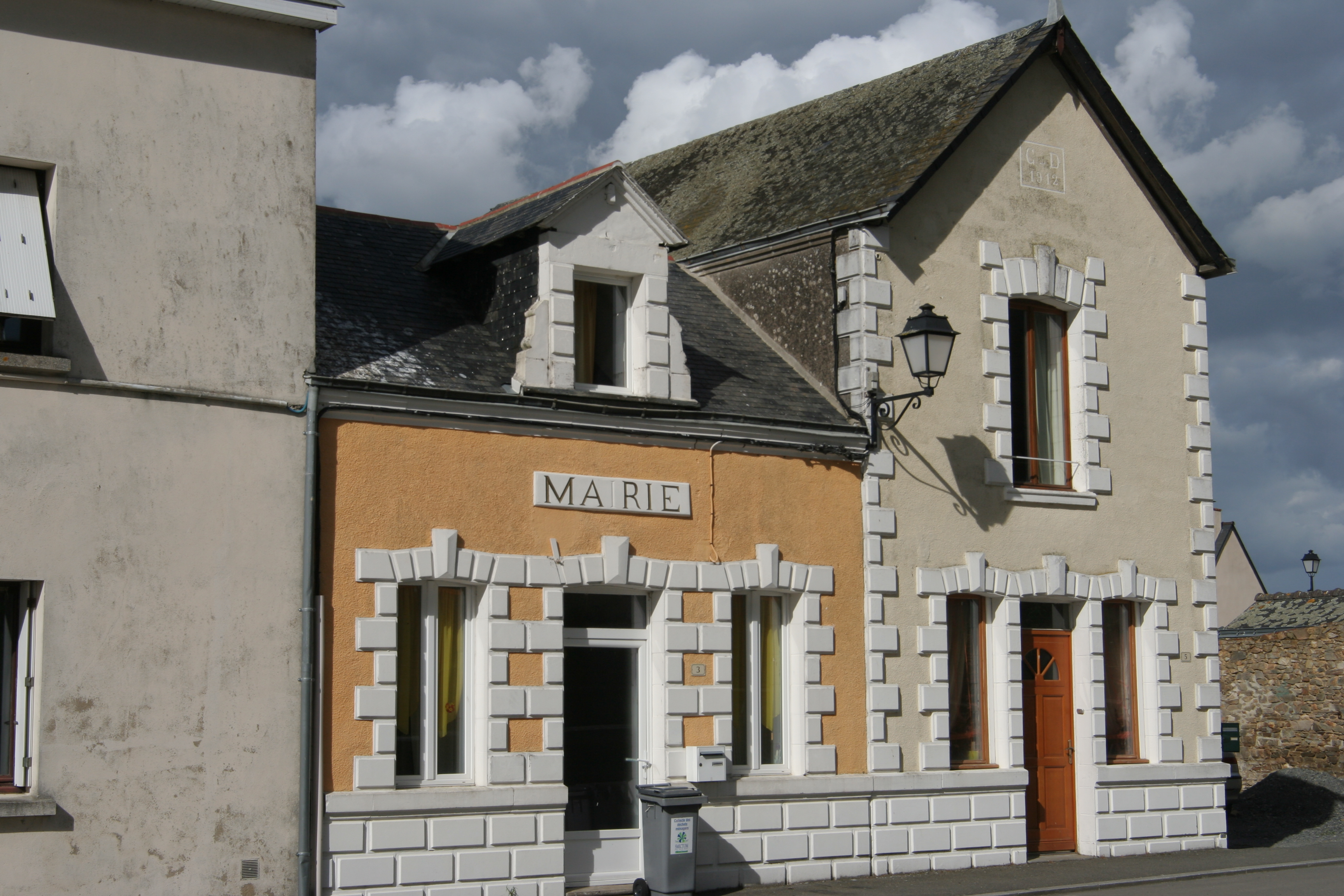
Ehemaliges Bürgermeisteramt
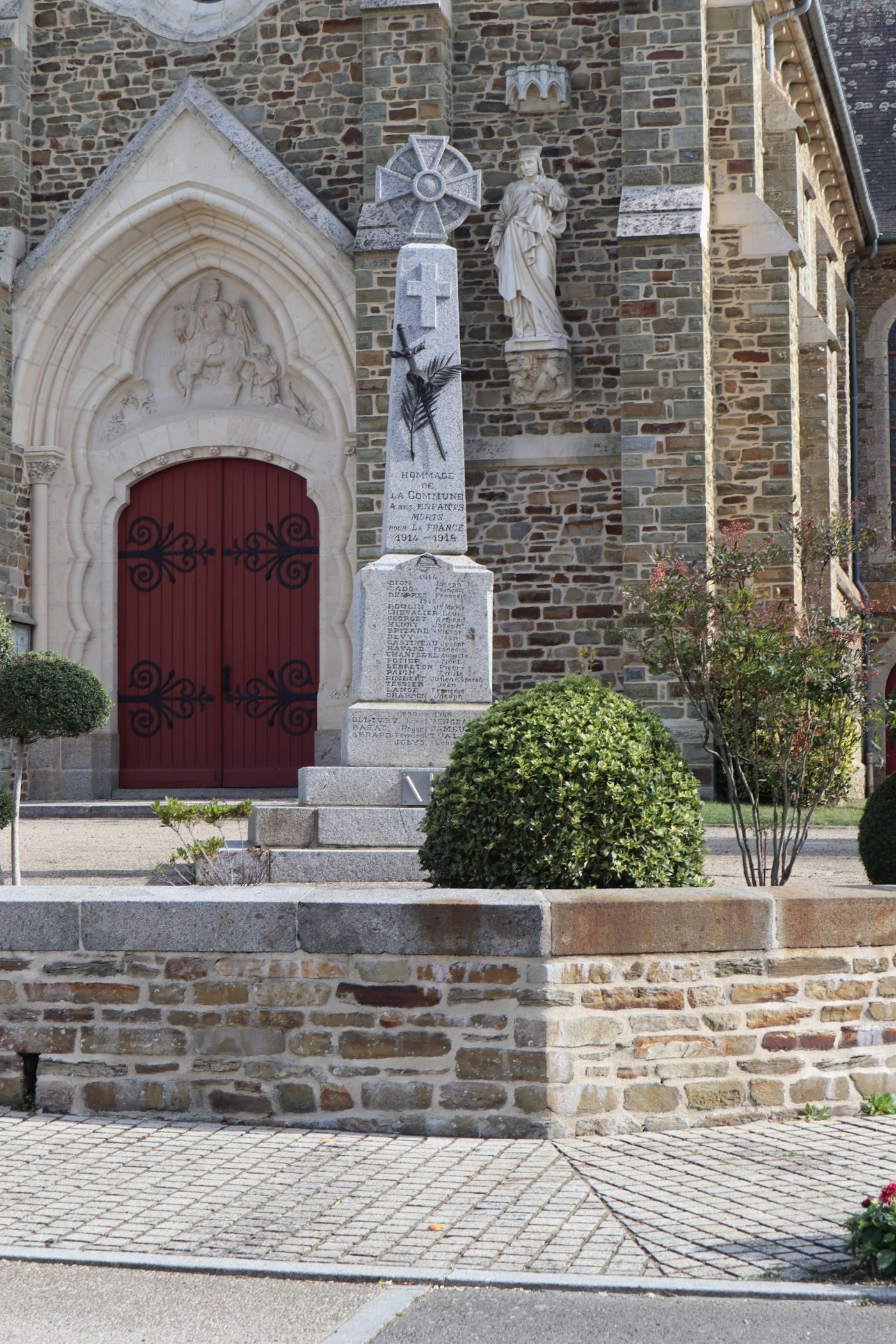
Gefallenendenkmal

## Wirtschaft und Infrastruktur
In der Gemeinde sind 23 Landwirtschaftsbetriebe ansässig (Getreideanbau, Milchwirtschaft, Rinderzucht).
Unmittelbar südwestlich der Gemeinde verläuft die teilweise autobahnartig ausgebaute Fernstraße D 41 / D 775, die die Großstädte Rennes und Angers miteinander verbindet.

## Belege
1. ↑  Eancé auf cassini.ehess
2. ↑  Eancé auf INSEE
3. ↑  Eintrag in der Base Mérimée des Kulturministeriums. Abgerufen am 8. Februar 2015 (französisch).
4. ↑  Landwirtschaftsbetriebe auf annuaire-mairie.fr (französisch)